# Ешленд (Вісконсин)
Ешленд (англ. Ashland) — місто (англ. city) в США, в округах Ешленд і Бейфілд штату Вісконсин. Населення — 7908 осіб (2020).

## Географія
Ешленд розташований за координатами 46°34′56″ пн. ш. 90°52′14″ зх. д. / 46.58222° пн. ш. 90.87056° зх. д. (46.582340, -90.870633).  За даними Бюро перепису населення США в 2010 році місто мало площу 35,49 км², з яких 34,77 км² — суходіл та 0,72 км² — водойми.

### Клімат
| Клімат : Ешленд         | Клімат : Ешленд | Клімат : Ешленд | Клімат : Ешленд | Клімат : Ешленд | Клімат : Ешленд | Клімат : Ешленд | Клімат : Ешленд | Клімат : Ешленд | Клімат : Ешленд | Клімат : Ешленд | Клімат : Ешленд | Клімат : Ешленд | Клімат : Ешленд |
| Показник                | Січ.            | Лют.            | Бер.            | Квіт.           | Трав.           | Черв.           | Лип.            | Серп.           | Вер.            | Жовт.           | Лист.           | Груд.           | Рік             |
| Абсолютний максимум, °C | 14,4            | 16,7            | 28,9            | 32,8            | 35,6            | 37,2            | 41,7            | 39,4            | 37,8            | 34,4            | 23,3            | 15,6            | 41,7            |
| Середній максимум, °C   | −5,4            | −2,7            | 2,8             | 10,6            | 18,3            | 22,7            | 25,6            | 24,9            | 20,2            | 12,6            | 4,1             | −3,3            | 10,9            |
| Середній мінімум, °C    | −15,4           | −13,1           | −8,2            | −2,2            | 3,8             | 9,1             | 12,7            | 11,4            | 7,2             | 1,3             | −4,7            | −11,8           | −0,8            |
| Абсолютний мінімум, °C  | −40,6           | −40             | −34,4           | −20,6           | −8,9            | −5              | 0,0             | −1,7            | −11,1           | −17,8           | −26,7           | −35,6           | −40,6           |
| Норма опадів, мм        | 20              | 19              | 34              | 65              | 78              | 97              | 109             | 90              | 98              | 83              | 46              | 20              | 759             |
| ----------------------- | --------------- | --------------- | --------------- | --------------- | --------------- | --------------- | --------------- | --------------- | --------------- | --------------- | --------------- | --------------- | --------------- |
| Джерело: NOAA           |                 |                 |                 |                 |                 |                 |                 |                 |                 |                 |                 |                 |                 |

## Демографія
Згідно з переписом 2010 року, у місті мешкало 8216 осіб у 3516 домогосподарствах у складі 1942 родин. Густота населення становила 232 особи/км².  Було 3864 помешкання (109/км²).
Расовий склад населення:
| - 87,0 % — білих - 7,5 % — корінних американців - 0,5 % — чорних або афроамериканців - 0,5 % — азіатів |

До двох чи більше рас належало 4,0 %. Частка іспаномовних становила 2,1 % від усіх жителів.
За віковим діапазоном населення розподілялося таким чином: 21,0 % — особи молодші 18 років, 62,7 % — особи у віці 18—64 років, 16,3 % — особи у віці 65 років та старші. Медіана віку мешканця становила 38,6 року. На 100 осіб жіночої статі у місті припадало 93,0 чоловіків;  на 100 жінок у віці від 18 років та старших — 89,6 чоловіків також старших 18 років.
Середній дохід на одне домашнє господарство  становив 51 093 долари США (медіана — 38 882), а середній дохід на одну сім'ю — 65 575 доларів (медіана — 50 152). Медіана доходів становила 40 353 долари для чоловіків та 35 452 долари для жінок. За межею бідності перебувало 13,5 % осіб, у тому числі 18,6 % дітей у віці до 18 років та 7,8 % осіб у віці 65 років та старших.
Цивільне працевлаштоване населення становило 3993 особи. Основні галузі зайнятості: освіта, охорона здоров'я та соціальна допомога — 33,1 %, роздрібна торгівля — 15,9 %, мистецтво, розваги та відпочинок — 11,8 %, виробництво — 8,3 %.